# 志向性
志向性（しこうせい、独: Intentionalität）あるいは指向性（しこうせい）とは、エトムント・フッサールの現象学用語で、意識は常に何者かについての意識であることを表す。この概念はフッサールが師事したフランツ・ブレンターノから継承したものであり、ブレンターノは志向の対象の存在論的・心理学的状態を扱う際にこの用語を使った。

## ブレンターノの「志向性」
ブレンターノの志向性の概念はスコラ哲学に起源があり、ブレンターノは19世紀哲学に志向性の概念を再紹介したものと言える。ブレンターノはその著書「経験的立場からの心理学(Psychologie vom empirischen Standpunkt)」において、志向性とは意識のあらゆる活動、つまり心的現象の持つ特性であって、心的現象は志向性によって物質的・自然的現象から区別されると述べた。
ブレンターノは心的現象の存在論的様態を特異的に示すために「志向的内在性(独: Intentionale Inexistenz)」という言葉を造語した。「内-在性」の「内-」は処格として読まれるべきである、つまり、「志向された対象は[...] 内に存在するもしくは内在性を持つ、つまり、外的に存在するのではなく心理的状態として存在する (Jacquette 2004, p. 102)」とする研究者もいるが、他の研究者はより慎重で、「1874年においてこれが [...]何らかの存在論的なかかわりをもたらすかは明確でない (Chrudzimski and Smith 2004, p. 205)」としている。

## 継承と批判
志向性に関する言明の大きな問題点は、使用者が、作用や欲望といった概念を示すためにこの用語を使用するか否か、つまり、目的論にかかわるか否かを明示し損ねてしまうということにある。ダニエル・デネットはその著書『志向姿勢』において明示的に目的論的諸概念を援用している。しかしながら、大多数の哲学者は志向性という用語を目的論的な意味と関係のないものとして用いている。すなわち、ある椅子の観念はなんら志向性の含意ない、あるいは、その椅子に関するひとつの信念すらない一脚の椅子についてのものでありうる。言語哲学者にとって志向性は、主として、象徴がいかに意味を持つのかという問題である。しかし、アングロサクソン系の言語学において主流である言語普遍論の立場であれば、そういう判断になるものの、大陸系の言語学においては言語相対論があり、そこでは同じ一つの言語（という象徴）とともに主体が志向するものは、主体ごとに揺れていて多様である。それならばコミュニケーションは不能となるはずのところだが、それでも相手との言語コミュニケーションが成立したようにそれぞれの主体が基本的に感じて、先へ進むことが可能だというのは、共有されている発話場－ーとふつう簡略表現されるが、発話者―受話者間共有場のことーー情報というものが助けるからである。
この明快性の欠如は以下に示された見解の諸相違のうちのいくつかを示すものであるかもしれない。
さらに進んで志向性という概念から引き出された所感の多様性を裏付けるため、フッサールはブレンターノを追究し、大陸哲学と分析哲学の両方において志向性により広範な注意を払った。ブレンターノの意見とは対照的に、サルトルは「存在と無」において志向性と意識は区別できないと述べ両者を同一視した。マルティン・ハイデッガーは「存在と時間」において志向性を「気遣い(独: Sorge)」、つまり、単なる存在者であるところの物とは対照的に、その内で個人の実存、事実性、そして喪失が存在論的意味を確認するような可感的状態であると定義した。
一方ギルバート・ライルやアルフレッド・エイヤーといった分析哲学者たちはフッサールの志向性の概念や彼の主張する意識の重層性に対して批判的で、ライルは認識は過程ではないと主張し、エイヤーは誰かの知識を記述することは心的過程を記述することとは違うと主張した。こういった見解の結果として、意識は完全に志向的であるから精神的活動はその内容をすべて失い、純粋意識は何者でもなくなる(サルトルは意識を無と呼んだ)。
プラトン主義者のロデリック・チザムは、ブレンターノの考えを、言語的分析を行うことによって、つまり、ブレンターノの構想に含まれる存在論的面と心理学的面の二つを区別することによって復興させた。チザムはその著作において志向性の適切な基準と不適切な基準を集約し続けてきて、ブレンターノの構想の二つの面によって確認され心的現象を述べる言語と非心的現象を述べる言語とを区別する論理的特性によって定義される志向性の基準に到達した。
近年の人工知能や心の哲学において、志向性は論争の的となっている主題であり、機械には決して成し遂げられないものだと主張されている。ジョン・サールもこの見解に賛成の立場をとりながら中国語の部屋の思考実験について議論していて、それによると、コンピュータ内で起こる統語的作用は意味的内容を生み出さないという。